# Monodelphis rubida
Monodelphis rubida é uma espécie de marsupial da família dos didelfiídeos (Didelphidae). Endêmica do Brasil, pode ser encontrada nos estados de Goiás, Minas Gerais e São Paulo. É um carnívoro noturno. Seus indivíduos podem crescer até 131 milímetros e pesar 45,5 gramas. Sua reprodução é dioica. Seu habitat inclui florestas estacionais semideciduais montanas, campos e campos rupestres.
Perante as várias lacunas nas informações acerca dessa espécie, alguns autores consideram que o único registro válido dela é seu halótipo, que é registrado como oriundo da Bahia. Outros espécimes coletados depois desse estado e que foram identificados como sendo Monodelphis rubida tinham características (dimensões, dentições e pelagem) divergentes das do halótipo. Por esse motivo, mostra-se necessária a revisão dos espécimes em museus.